# (15778) 1993 NH
(15778) 1993 NH est un astéroïde de la ceinture principale aréocroiseur de 2,861 km de diamètre découvert en 1993.

## Description
(15778) 1993 NH a été découvert le 15 juillet 1993 à l'observatoire Palomar, situé au nord de San Diego en Californie, par Eleanor Francis Helin.

### Caractéristiques orbitales
L'orbite de cet astéroïde est caractérisée par un demi-grand axe de 2,30 UA, un périhélie de 1,59 UA, une excentricité de 0,31 et une inclinaison de 22,27° par rapport à l'écliptique. Du fait de ces caractéristiques, à savoir un demi-grand axe inférieur à 3,2 UA et un périhélie compris entre 1,3 et 1,666 UA, il croise l'orbite de Mars et est classé, selon la JPL Small-Body Database, comme astéroïde aréocroiseur (aréo venant de Arès).

### Caractéristiques physiques
(15778) 1993 NH a une magnitude absolue (H) de 14,8 et un albédo estimé à 0,327, ce qui permet de calculer un diamètre de 2,861 km.Ces résultats ont été obtenus grâce aux observations du Wide-Field Infrared Survey Explorer (WISE), un télescope spatial américain mis en orbite en 2009 et observant l'ensemble du ciel dans l'infrarouge, et publiés en 2015 dans un article présentant les résultats concernant 7 956 astéroïdes.